# Psychotria fissistipula
Psychotria fissistipula är en måreväxtart som beskrevs av Johannes Müller Argoviensis. Psychotria fissistipula ingår i släktet Psychotria och familjen måreväxter. Inga underarter finns listade i Catalogue of Life.